# Gymnotus chaviro
Gymnotus chaviro är en fiskart som beskrevs av Maxime och Albert 2009. Gymnotus chaviro ingår i släktet Gymnotus och familjen Gymnotidae. Inga underarter finns listade i Catalogue of Life.